# Kållands-Vedums församling
Kållands-Vedums församling var en församling  i Skara stift i nuvarande Lidköpings kommun. Församlingen uppgick i slutet av 1500-talet i Järpås församling.

## Administrativ historik
Församlingen har medeltida ursprung och uppgick i slutet av 1500-talet, efter 1546, i Järpås församling, efter att före dess ingått i samma pastorat.